# Nigéria nos Jogos Olímpicos de Verão de 2020
A Nigéria está representada nos Jogos Olímpicos de Verão de 2020 por um total de 60 desportistas que competem em 10 desportos. Responsável pela equipa olímpica é o Comité Olímpico da Nigéria, bem como as federações desportivas nacionais da cada desporto com participação.
A portadora da bandeira na cerimónia de abertura foi a lutador Odunayo Adekuoroye.